# Uralerpeton
Uralerpeton — вимерлий рід хроніозухід рептіліоморф із верхньопермських відкладень Володимирської області, Росія. Вперше названа В. К. Голубєвим у 1998 році за фрагментами черепа та щитками тулуба. Типовим видом є Uralerpeton tverdokhlebovae, це був великий хижак з черепом 50–55 см і загальною довжиною, яка, ймовірно, перевищувала 3 метри.